# Zniekształcenia odwzorowawcze
Zniekształcenia odwzorowawcze (kartograficzne) – zniekształcenia siatki geograficznej, a co za tym także idzie obrazu kartograficznego, wynikające z odwzorowania powierzchni kuli ziemskiej na płaszczyznę. Zależą one od przyjętego odwzorowania, zaś ich wartość od położenia geograficznego w danym odwzorowaniu.
Rozróżnia się:
- zniekształcenie odwzorowawcze kątów
- zniekształcenie odwzorowawcze odległości
- zniekształcenie odwzorowawcze powierzchni (pól)

Dana siatka kartograficzna ma swój indywidualny rodzaj zniekształceń. Teoria zniekształceń odwzorowawczych jest jednym z ważniejszych działów kartografii matematycznej, jej twórcą jest Nicolas Auguste Tissot, który sformułował podstawowe dla niej prawa. 